# Оськино (Кировская область)
Оськино — упразднённая в 2022 году деревня в Шабалинском районе Кировской области России. Входила в Черновское сельское поселение.

## География
Урочище находится в западной части Кировской области, в пределах Волжско-Ветлужской равнины, в подзоне южной тайги, к северу от реки Берёзовки, на расстоянии приблизительно 47 километров (по прямой) к северо-востоку от Ленинского, административного центра района.
Климат
Климат характеризуется как континентальный, с продолжительной холодной снежной зимой и умеренно тёплым коротким летом. Среднегодовая температура — 1,6 °C. Средняя температура воздуха самого холодного месяца (января) составляет −13,8 °C; самого тёплого месяца (июля) — 17,5 °C . Безморозный период длится 89 дней. Годовое количество атмосферных осадков — 721 мм, из которых 454 мм выпадает в тёплый период.

## История
Деревня упразднена в 2022 году.

## Население
| 2010 |
| ---- |
| 1    |

Половой состав
По данным Всероссийской переписи населения 2010 года в гендерной структуре населения мужчины составляли 100 %.
Национальный состав
Согласно результатам переписи 2002 года, в национальной структуре населения русские составляли 100 % из 10 чел.